# Танкова дивізія «Норвегія»
Танкова дивізія «Норвегія» (нім. Panzer-Division «Norwegen») — танкова дивізія (з 13 липня 1944 року — бригада) вермахту в Другій світовій війні.

## Історія
Після відправки в серпні 1943 року 25-ї танкової дивізії на Східний фронт в Норвегії залишилися 47 її танків Pz III з дефектом в трансмісії. На їх основі було вирішено організувати танкову дивізію для тиску на Швецію. Чисельність нового формування була приблизно дорівнює полку, причому були відсутні підрозділи розвідки, зв'язку і САУ. Не узявши участі в бойових діях, більшість підрозділів дивізії влітку 1944 року були відправлені для поповнення фронтових частин, в основному в 25-у танкову дивізію. У підсумку від дивізії залишилися лише штаб і моторизований батальйон «Норвегія» (в який були зведені 2 батальйону полку), вона отримала нечисленний танковий батальйон і була перейменована в «бригаду».
У січні 1945 року бригада вирушила в Нарвік для його захисту від можливої атаки Червоної Армії. У травні бригада здалася Союзникам у складі 36-го гірського корпусу, так жодного разу і не вступивши в бій.

## Командири
- Генерал-майор Рейнгольд Готше (1 жовтня 1943 — 10 грудня 1943)
- Полковник Макс Рот (10 грудня 1943 — травень 1945)

## Бойовий склад
- Танковий батальйон «Норвегія» (3 роти Pz III)
- Моторизований полк «Норвегія»
- Танковий артилерійський дивізіон «Норвегія»
- Дивізіон винищувачів танків «Норвегія»
- Танковий саперний батальйон «Норвегія»

## Джерело
- 25. Panzer-Division (нім.)